# الپتون
الپتون (به انگلیسی: Alpheton) یک روستا و محله مدنی در بریتانیا است که در بابرگ واقع شده‌است. الپتون ۲۵۶ نفر جمعیت دارد.